# William Ferrers, 3. Baron Ferrers of Groby
William Ferrers, 3. Baron Ferrers of Groby (auch William de Ferrers oder William Ferrers III) (* 28. Februar 1333 in Newbold Verdon, Leicestershire; † 8. Januar 1371 in Stebbing, Essex) war ein englischer Adliger.

## Herkunft und Jugend
William Ferrers entstammte der alten anglonormannischen Familie Ferrers. Er war der älteste Sohn von Henry Ferrers, 2. Baron Ferrers of Groby und dessen Frau Isabel de Verdon. Sein Vater war ein Höfling im Dienst von König Eduard III., starb jedoch bereits im September 1343. William wurde damit mit zehn Jahren zum Erben seines Vaters. Da er jedoch noch minderjährig war, wurden seine Besitzungen, die vor allem in den Midlands und in Irland lagen, unter die Verwaltung von Königin Philippa und dem Thronfolger Edward gestellt. William dagegen erhielt bis zu seiner Volljährigkeit nur eine jährliche Pension in Höhe von £ 50. Durch den Schwarzen Tod wurden 1349 seine Besitzungen hart getroffen. In seinem Gut Hethe in Oxfordshire starben von 27 Bewohnern 21, und in Bradford in Shropshire starb mehr als die Hälfte der Einwohner. Vermutlich starb auch Williams Mutter an der Pest. In der Folge blieben zahlreiche landwirtschaftliche Flächen unbestellt.

## Wiederaufbau seiner Güter und Dienst im Hundertjährigen Krieg
Als Ferrers 1354 für volljährig erklärt wurde und die Verwaltung seiner Güter übernahm, musste er deshalb deren Bewirtschaftung reorganisieren, um die Folgen der Pest zu überwinden. Vermutlich tauschte er deshalb 1358 mit Roger Mortimer, 2. Earl of March Besitzungen in Shropshire gegen Besitzungen in Buckinghamshire. 1364 verkaufte er den Großteil seiner irischen Besitzungen. Nach dem Tod seiner Großmutter Elizabeth de Clare 1360 erbte er von ihr vier Güter in den Midlands. Als Baron Ferrers of Groby wurde er mehrfach in das Parlament berufen. Während des Hundertjährigen Kriegs diente er ab 1355 in Frankreich und nahm 1356 an der Schlacht von Poitiers teil. Unter Henry of Grosmont, 1. Duke of Lancaster nahm er von 1359 bis 1360 an dessen Feldzug in Frankreich teil. 1369 diente er noch einmal in Frankreich.

## Familie und Nachkommen
In erster Ehe heiratete Ferrers Margaret Ufford († vor 1368), eine Tochter des Robert Ufford, 1. Earl of Suffolk. Mit ihr hatte er einen Sohn und zwei Töchter:
- Henry Ferrers, 4. Baron Ferrers of Groby (1356–1388)
- Ann de Ferrers
- Margaret de Ferrers († 1407) ⚭ Thomas de Beauchamp, 12. Earl of Warwick

In zweiter Ehe heiratete er vor dem 25. Mai 1368 Margaret († 1375), die Witwe von Sir Robert de Umfraville und eine Tochter von Henry Percy, 2. Baron Percy. Diese Ehe blieb kinderlos.
In seinem Testament vom 1. Juni 1368 hatte er gewünscht, in Ulverscroft Priory beigesetzt zu werden. Sein Erbe wurde sein ältester Sohn Henry.